# Эстею
Эстею (порт. Esteio) — муниципалитет в Бразилии, входит в штат Риу-Гранди-ду-Сул. Составная часть мезорегиона Агломерация Порту-Алегри. Входит в экономико-статистический микрорегион Порту-Алегри. Население составляет 78 451 человек на 2007 год. Занимает площадь 27,543 км². Плотность населения — 3 224,8 чел./км².

## История
Город основан 15 декабря 1954 года.

## Статистика
- Валовой внутренний продукт на 2003 год составляет 1 348 713 761,00 реалов (данные: Бразильский институт географии и статистики).
- Валовой внутренний продукт на душу населения на 2003 год составляет 16 084,84 реалов (данные: Бразильский институт географии и статистики).
- Индекс развития человеческого потенциала на 2000 год составляет 0,842 (данные: Программа развития ООН).

## География
Климат местности: субтропический. В соответствии с классификацией Кёппена, климат относится к категории Cfa.